# John G. Alexander

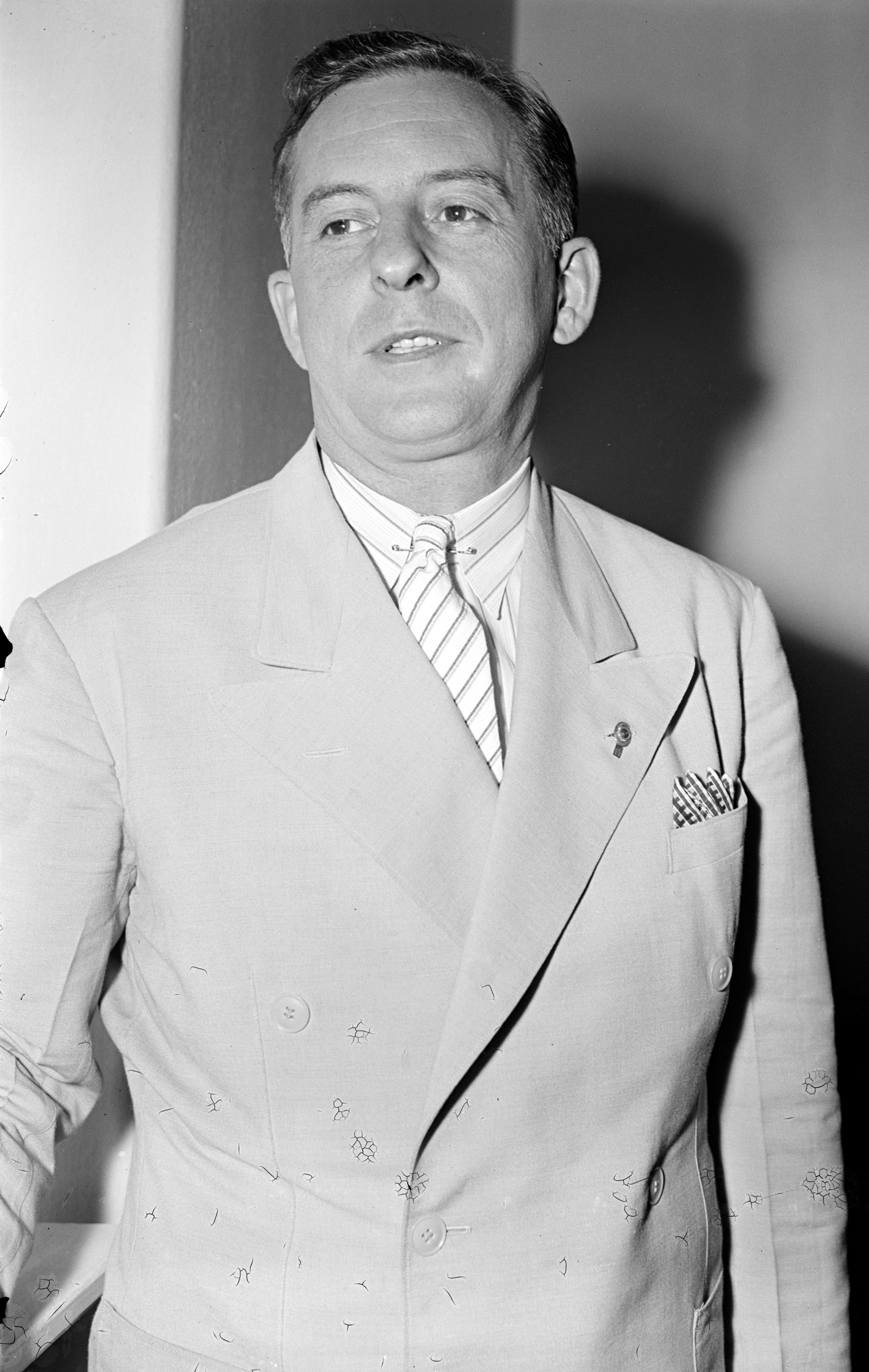
John G. Alexander (1940)

John Grant Alexander (* 16. Juli 1893 in Texas Valley, Cortland County, New York; † 8. Dezember 1971 in Minneapolis, Minnesota) war ein US-amerikanischer Politiker. Zwischen 1939 und 1941 vertrat er den Bundesstaat Minnesota im US-Repräsentantenhaus.

## Werdegang
John Alexander besuchte die öffentlichen Schulen seiner Heimat. Nach einem anschließenden Jurastudium an der Cornell University in Ithaca und seiner im Jahr 1916 erfolgten Zulassung als Rechtsanwalt begann er 1917 in Lynd (Minnesota) in seinem neuen Beruf zu arbeiten. Während des Ersten Weltkrieges war Alexander Soldat in einer Ambulanzeinheit der US Army.
Alexander war zwischen 1917 und 1923 auch im Bankgewerbe tätig. Danach stieg er in das Versicherungs- und Immobiliengeschäft in Minneapolis ein. Von 1927 bis 1937 war er auch Mitglied der Nationalgarde von Minnesota. Politisch wurde Alexander Mitglied der Republikanischen Partei. 1938 wurde er im dritten Wahlbezirk von Minnesota in das US-Repräsentantenhaus in Washington, D.C. gewählt, wo er am 3. Januar 1939 die Nachfolge von Henry Teigan antrat, den er bei der Wahl geschlagen hatte. Da er für die Wahlen des Jahres 1940 von seiner Partei nicht mehr nominiert wurde, konnte er bis zum 3. Januar 1941 nur eine Legislaturperiode im Kongress absolvieren.
1942 kandidierte John Alexander als unabhängiger Bewerber erfolglos für das Amt des Gouverneurs von Minnesota. In den folgenden Jahren arbeitete er wieder in der Versicherungs- und Immobilienbranche. John Alexander starb am 8. Dezember 1971 in Minneapolis und wurde dort auch beigesetzt.